# Resolutie 640 Veiligheidsraad Verenigde Naties
Resolutie 640 van de Veiligheidsraad van de Verenigde Naties werd op 29 augustus 1989 unaniem aangenomen.  Er werd geëist dat resolutie 435 uit 1978 betreffende het VN-plan dat tot een onafhankelijkheid Namibië moest leiden, strikt moest worden uitgevoerd.

## Achtergrond
Het mandaat dat Zuid-Afrika over Zuidwest-Afrika had gekregen werd in de jaren zestig door de Verenigde Naties ingetrokken. Zuid-Afrika weigerde echter Namibië te verlaten. Het Zuid-Afrikaanse bestuur aldaar werd illegaal verklaard en Zuid-Afrika kreeg sancties opgelegd. Eind jaren zeventig leek de onafhankelijkheid van Namibië dan toch in zicht te komen en er werd gewerkt aan de organisatie van verkiezingen.

## Inhoud
De Veiligheidsraad:
- heeft de uitvoering van resolutie 435 uit 1978 nagekeken, en is bezorgd dat niet aan alle voorwaarden werd voldaan;
- is bezorgd over de rapportering van wijdverspreide intimidatie en pesterijen van de bevolking door voornamelijk koevoetelementen van de politie;
- erkent de inspanningen van de VN-Overgangsassistentiegroep ondanks obstakels op hun weg;
- bevestigt al zijn resoluties over Namibië en in het bijzonder de resoluties 435, 629 en 632;
- herhaalt dat resolutie 435 in haar originele en definitieve vorm moet worden uitgevoerd;
- bevestigt zijn toegewijdheid om Namibië via vrije verkiezingen te dekoloniseren;

1. eist dat alle betrokken partijen, en vooral Zuid-Afrika, de resoluties 435 en 632 strikt nakomen;
2. eist ook de ontmanteling van alle paramilitaire en etnische strijdkrachten en vooral de Koevoet;
3. doet beroep op secretaris-generaal Javier Pérez de Cuéllar om de situatie ter plaatse te bekijken om te zien of het militaire onderdeel van de VN-Overgangsassistentiegroep volstaat;
4. nodigt de secretaris-generaal uit om na te gaan of het aantal politietoezichters volstaat;
5. vraagt de secretaris-generaal te verzekeren dat alle wetgeving rond het verkiezingsproces overeenstemt met het VN-plan;
6. vraagt de secretaris-generaal ook te verzekeren dat alles voldoet aan de internationale normen voor vrije verkiezingen;
7. vraagt de secretaris-generaal verder onpartijdigheid te verzekeren in verband met radio en televisie;
8. doet een oproep aan alle partijen om met de secretaris-generaal samen te werken aan de uitvoering van het VN-plan;
9. steunt de inspanningen van de secretaris-generaal om resolutie 435 ten uitvoer te brengen en vraagt hem om vóór eind september te rapporteren.
10. besluit om op de hoogte te blijven.

## Verwante resoluties
- Resolutie 629 Veiligheidsraad Verenigde Naties
- Resolutie 632 Veiligheidsraad Verenigde Naties
- Resolutie 643 Veiligheidsraad Verenigde Naties
- Resolutie 652 Veiligheidsraad Verenigde Naties (1990)

Lijst ·  627 ·  628 ·  629 ·  630 ·  631 ·  632 ·  633 ·  634 ·  635 ·  636 ·  637 ·  638 ·  639 ·  640 ·  641 ·  642 ·  643 ·  644 ·  645 ·  646